# Tito Quíncio Peno Capitolino Crispino (cônsul em 208 a.C.)
Tito Quíncio Peno Capitolino Crispino (m. 208 a.C.; em latim: Titus Quinctius Pennus Capitolinus Crispinus) foi um político da gente Quíncia da República Romana eleito cônsul em 208 a.C. com Marco Cláudio Marcelo.

## Segunda Guerra Púnica

### Primeiros anos
Em 213 a.C., Marco Cláudio Marcelo seguiu para Siracusa e cercou-a. No mesmo ano, deu permissão a Ápio Cláudio Pulcro permissão para voltar a Roma para se candidatar ao consulado e, no seu lugar, no comando da frota, colocou Tito Quíncio Crispino. No ano seguinte, foi desafiado para um duelo por Bádio Campânio durante o cerco de Cápua e os dois exércitos foram perfilados. O campânio foi primeiro perfurado por sua lança e acabou morto quando tentava refugiar-se entre os seus. Por esta vitória, foi levado até os cônsules, Quinto Fúlvio Flaco e Ápio Cláudio Pulcro, que elogiaram seu desempenho e o encheram de recompensas.
Como legado de Marco Cláudio Marcelo, repele o ataque do general siracusano Hipócrates, genro de Hierão II de Siracusa, que tentava libertar a cidade. Em 209 a.C., foi nomeado pretor com a missão de defender Cápua, recém-conquistada com o exército que antes estava sob o comando de Quinto Fúlvio Flaco, uma legião e uma ala de sócios.

### Consulado (208 a.C.)
Em 208 a.C., Tito foi eleito cônsul juntamente com Marco Cláudio Marcelo, cônsul pela quinta vez. Os dois cônsules assumiram o comando do exército em Venúsia e, durante uma missão de reconhecimento com Crispino com um pequeno grupo de 220 cavaleiros, os romanos foram emboscados e quase completamente destruídos por um grupo cartaginês muito maior, composto principalmente por cavaleiros númidas. Marcelo foi empalado por uma lança e morreu no local; Crispino, apesar de ferido, conseguiu chegar a Salápia e evitou que a cidade fosse conquistada por Aníbal, mas morreu por causa dos ferimentos alguns dias depois de nomear Tito Mânlio Torquato ditador.